# Международное геомагнитное аналитическое поле

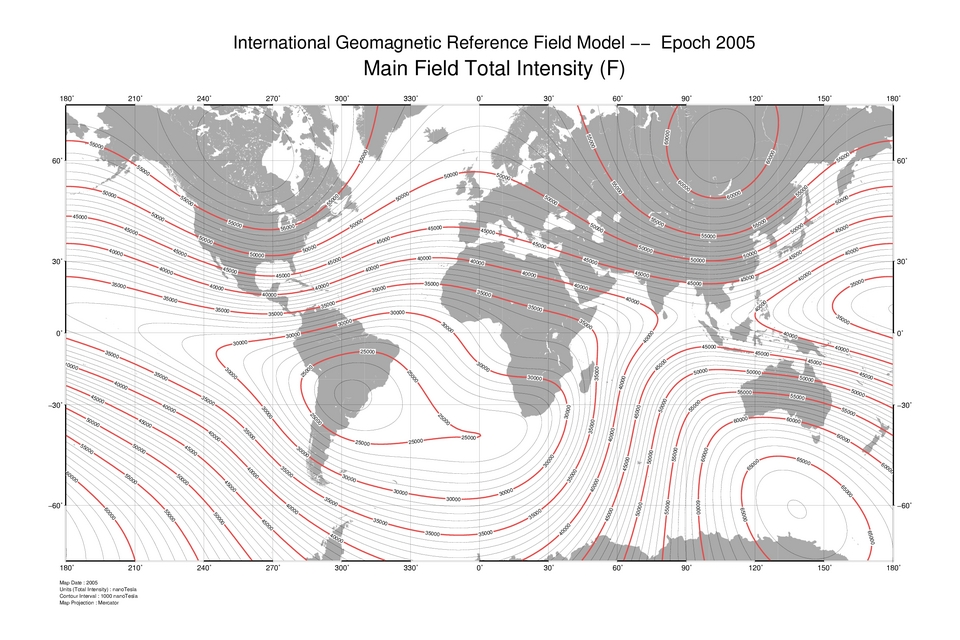
Модуль вектора магнитного поля для IGRF2005

Междунаро́дное геомагни́тное аналити́ческое по́ле (IGRF, от англ. International Geomagnetic Reference Field) — международная модель или серия моделей среднего глобального магнитного поля Земли, учитывающая его вековую вариацию.

## Определение
Вектор магнитного поля B определяется через градиент некоторого скалярного потенциала, заданного в геоцентрических координатах:
{\displaystyle \mathbf {B} =-\operatorname {grad} V=-\left\{{\frac {\partial V}{\partial r}};{\frac {1}{r}}{\frac {\partial V}{\partial \theta }};{\frac {1}{r\sin \theta }}{\frac {\partial V}{\partial \lambda }}\right\},}
где единичные векторы {\displaystyle \mathbf {e} _{\lambda },\mathbf {e} _{\theta },\mathbf {e} _{r}} направлены в сторону увеличения долготы, широты и к центру Земли (противоположно увеличению вектора расстояния) соответственно.
Сам потенциал V определяется через разложение по сферическим гармоникам:
{\displaystyle V(r,\lambda ,\theta ,t)=a\sum _{\ell =1}^{L}\sum _{m=0}^{\ell }\left({\frac {a}{r}}\right)^{\ell +1}\left(g_{\ell }^{m}(t)\cos m\lambda +h_{\ell }^{m}(t)\sin m\lambda \right)P_{\ell }^{m}\left(\cos \theta \right),}
где {\displaystyle r} — геоцентрическое расстояние,
{\displaystyle \lambda } — геоцентрическая долгота,
{\displaystyle \theta } — геоцентрическое полярное расстояние (коширота),
{\displaystyle a} — средний экваториальный радиус Земли, принимаемый равным 6371,2 км,
{\displaystyle t} — время,
{\displaystyle P_{\ell }^{m}\left(\cos \theta \right)} — присоединённые полиномы Лежандра, нормированные по правилу Шмидта,
{\displaystyle g_{\ell }^{m}} и {\displaystyle h_{\ell }^{m}} — коэффициенты Гаусса, определяемые специальной группой Working Group V-MOD Международной ассоциации геомагнетизма и аэрономии (IAGA) на основе измерений наземных станций, кораблей, самолетов и искусственных спутников Земли.
Набор коэффициентов Гаусса полностью определяет описываемую модель геомагнитного поля. В современных моделях разложение ограничивается коэффициентами от 1-й до 13-й степени и от 0-го до 13-го порядка (в прогностической вариации от 1-го по 8-й и от 0-го по 8-й соответственно), округлённых до 0,1 нТ. Модель не описывает мелкомасштабные пространственные вариации магнитного поля, которые в основном обусловлены локальным магнетизмом земной коры. Угловое разрешение модели можно оценить как {\displaystyle 360^{\circ }/{\sqrt {13\cdot 14}}\approx 27^{\circ },} что соответствует длине дуги большого круга в ~3000 км.

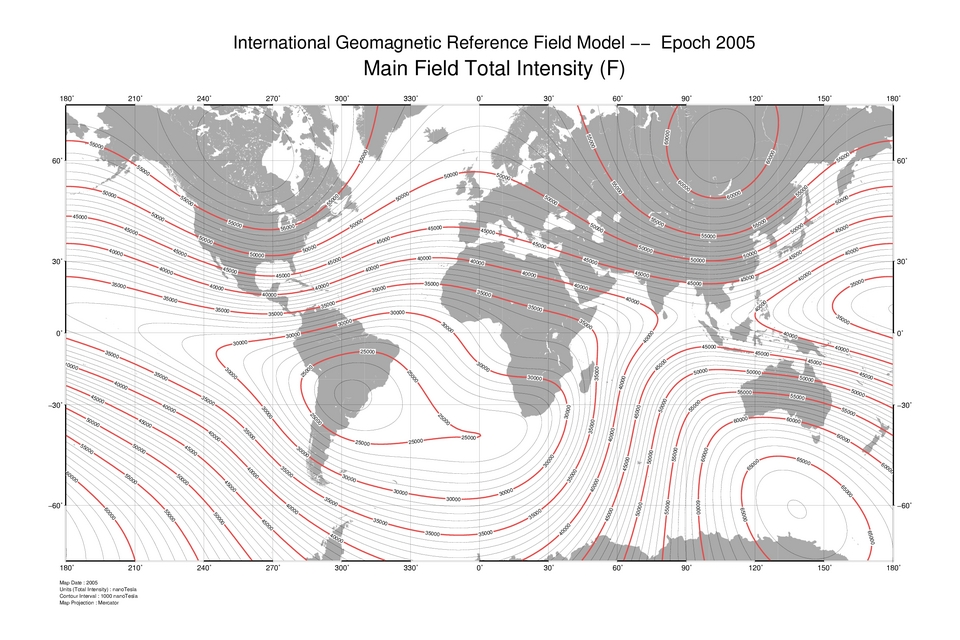
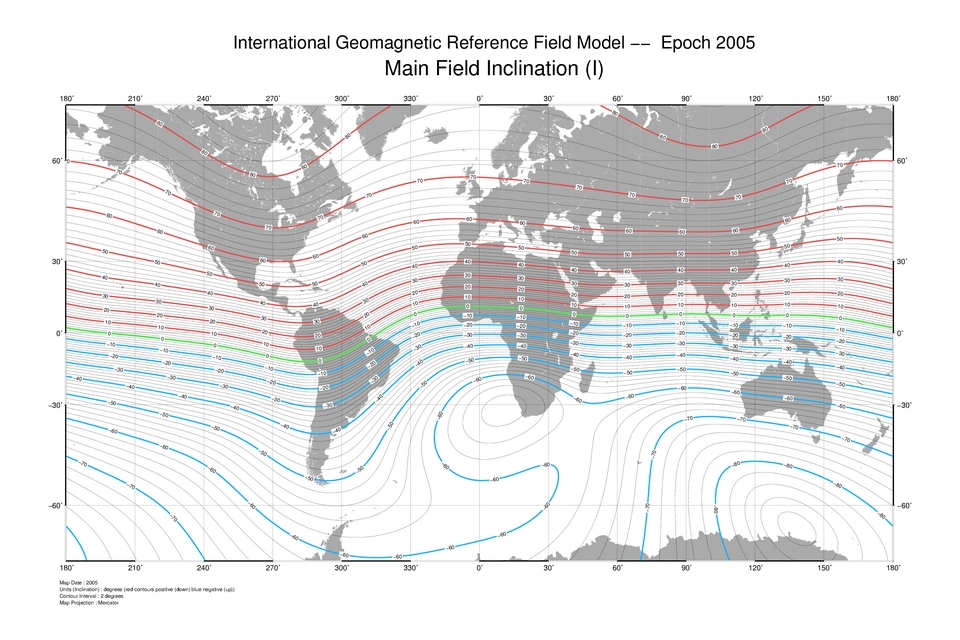
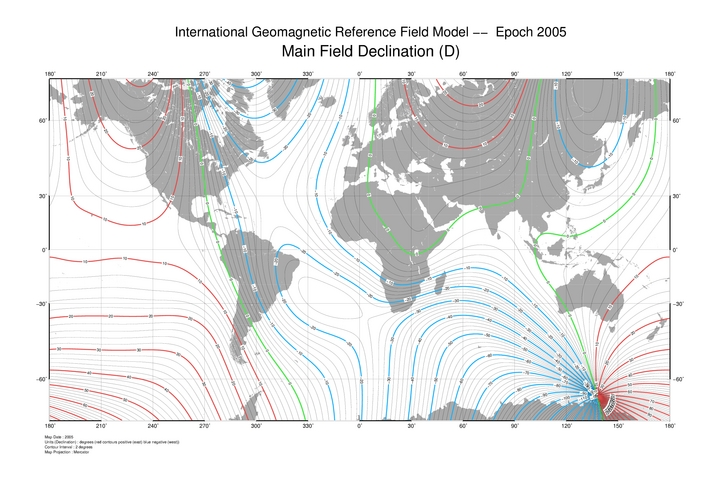
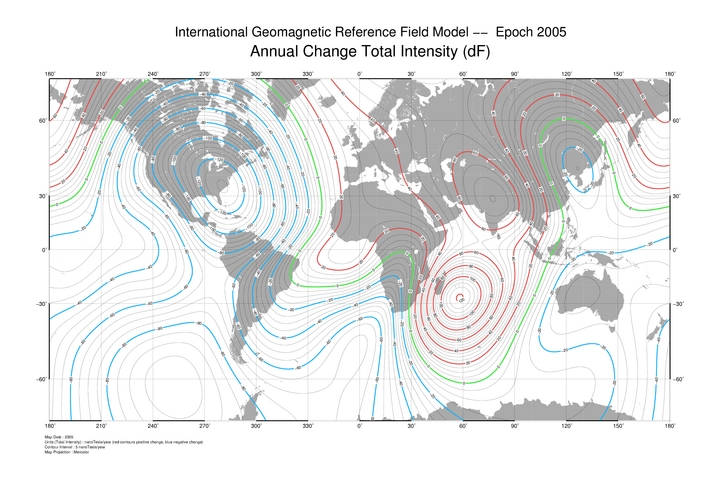
Модуль вектора(IGRF-10), вверху основное поле, внизу вариация
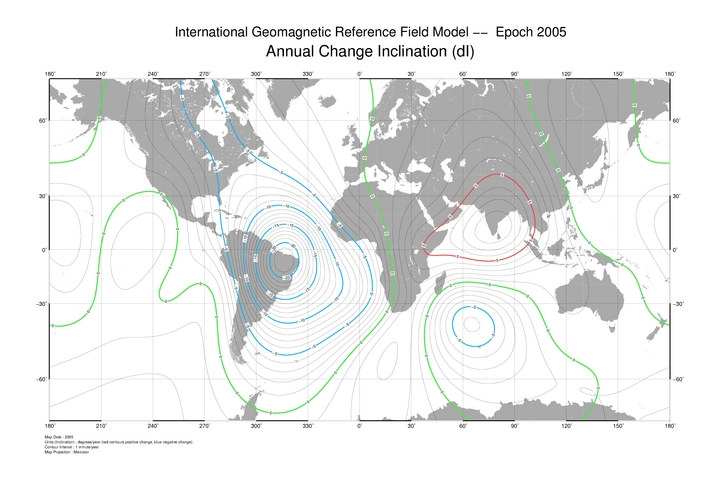
I-компонента(IGRF-10), вверху основное поле, внизу вариация
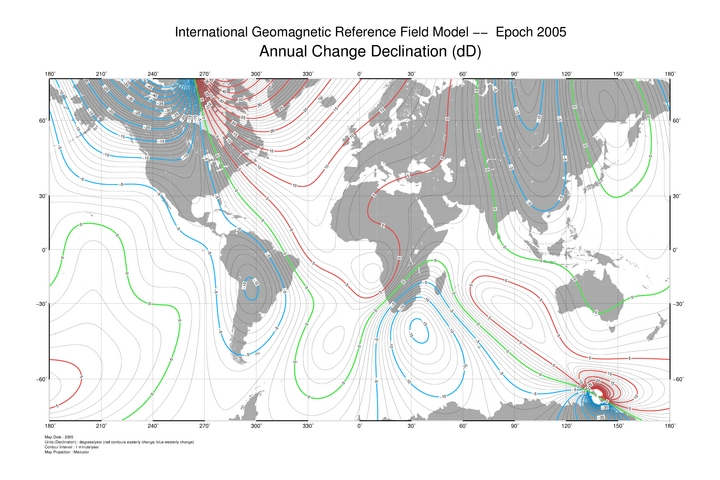
D-компонента(IGRF-10), вверху основное поле, внизу вариация

## История
Математическая модель магнитного поля Земли, выраженная вышеприведённой формулой разложения потенциала по сферическим гармоникам, была развита К.Гауссом в 1838 году в его работе «Общая теория земного магнетизма». В этой же публикации Гаусс на основании магнитных измерений в 91 пункте земного шара впервые вывел набор коэффициентов разложения геомагнитного поля, аналогичный современной модели IGRF.
Модель IGRF насчитывает 14 поколений, последнее утверждённое относится к 2024 году
.
| Название | Применима к периоду | На основе измерений в период | Год выпуска |
| -------- | ------------------- | ---------------------------- | ----------- |
| IGRF-14  | 1900.0-2030.0       | 1945.0-2020.0                | 2024        |
| IGRF-13  | 1900.0-2025.0       | 1945.0-2015.0                | 2020        |
| IGRF-12  | 1900.0-2020.0       | 1945.0-2010.0                | 2015        |
| IGRF-11  | 1900.0-2015.0       | 1945.0-2005.0                | 2010        |
| IGRF-10  | 1900.0-2010.0       | 1945.0-2000.0                | 2005        |
| IGRF-9   | 1900.0-2005.0       | 1945.0-2000.0                | 2003        |
| IGRF-8   | 1900.0-2005.0       | 1945.0-1990.0                | 2000        |
| IGRF-7   | 1900.0-2000.0       | 1945.0-1990.0                | 1997        |
| IGRF-6   | 1945.0-1995.0       | 1945.0-1985.0                | 1992        |
| IGRF-5   | 1945.0-1990.0       | 1945.0-1980.0                | 1988        |
| IGRF-4   | 1945.0-1990.0       | 1965.0-1980.0                | 1987        |
| IGRF-3   | 1965.0-1985.0       | 1965.0-1975.0                | 1982        |
| IGRF-2   | 1955.0-1980.0       | -                            | 1975        |
| IGRF-1   | 1955.0-1975.0       | -                            | 1971        |